# جون أندرسون (لاعب كرة قاعدة أمريكي)
جون أندرسون (بالإنجليزية: John Anderson)‏ هو لاعب كرة قاعدة أمريكي، ولد في 23 نوفمبر 1929 في سانت بول في الولايات المتحدة، وتوفي في 20 ديسمبر 1998 في هيوستن في الولايات المتحدة.

## وصلات خارجية
- جون أندرسون على موقع دوري كرة القاعدة الرئيسي (الإنجليزية)
- جون أندرسون على موقعبيزبول رفرنس.كوم (الدوري الرئيسي) (الإنجليزية)
- جون أندرسون على موقعبيزبول رفرنس.كوم (الدوري الثانوي) (الإنجليزية)
- جون أندرسون على موقع إي إس بي إن.كوم (أم.أل.بي) (الإنجليزية)
- جون أندرسون على موقع مشجعي الرسوم البيانية (الإنجليزية)